# Valentinstag (Roman)

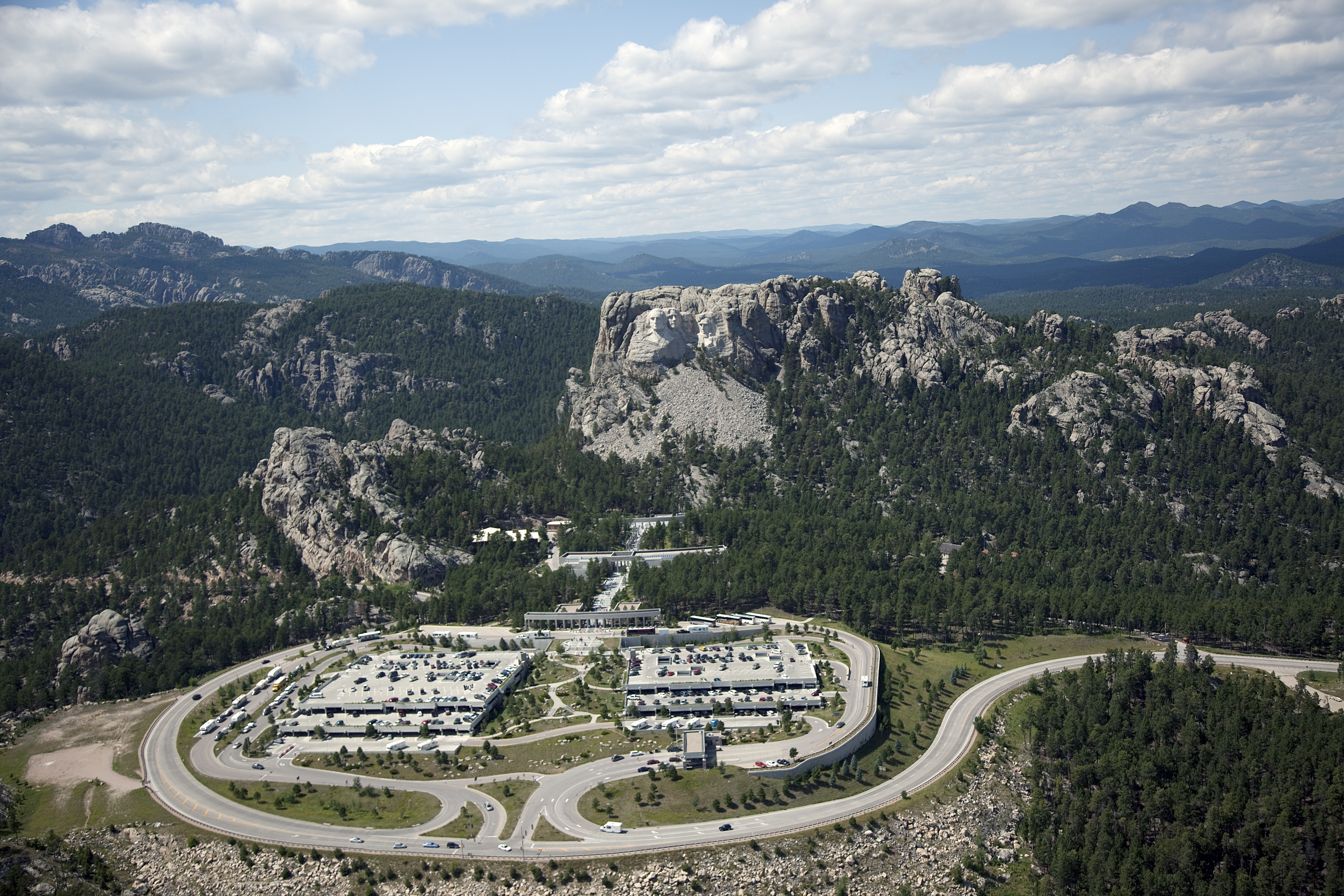
Mount Rushmore, im Hintergrund das Mount Rushmore National Memorial, Ziel der Reise von Vater und Sohn Bascombe

Valentinstag (englischer Originaltitel: Be Mine) ist ein Roman des amerikanischen Schriftstellers Richard Ford aus dem Jahr 2023. Der fünfte Roman der Reihe um den Immobilienmakler Frank Bascombe schließt an die Vorgänger Der Sportreporter (The Sportswriter, 1986), Unabhängigkeitstag (Independence Day, 1995), Die Lage des Landes (The Lay of the Land, 2006) und Frank (Let Me Be Frank With You, 2014) an und schreibt die Lebensgeschichte seines Protagonisten fort.
Frank Bascombe ist inzwischen 74 Jahre alt und im Teil-Ruhestand, als er von der unheilbaren Erkrankung seines Sohnes an ALS erfährt. Er begleitet ihn in die Mayo-Klinik in Minnesota. In der Woche des Valentinstages brechen Vater und Sohn zu einer letzten gemeinsamen Reise auf, die sie zum Mount Rushmore und dem ikonischen Monument der vier amerikanischen Präsidentenköpfe führen soll.

## Inhalt
Die Handlung spielt um den Jahreswechsel 2019/2020, kurz vor dem Ausbruch der COVID-19-Pandemie. Frank Bascombe ist 74 Jahre alt und hat sich zur Ruhe gesetzt. Seine Immobilienfirma in New Jersey hat er an seinen früheren Angestellten Mike Mahoney verkauft, einen geschäftstüchtigen gebürtigen Tibeter, der daraus ein kleines Imperium geschaffen hat. Ganz kann er nicht von der Arbeit lassen und arbeitet in Teilzeit als „Hausflüsterer“ in einer Immobilien-Boutique für besondere Kunden in seiner Heimatstadt Haddam weiter. 
Franks erste Frau Ann ist gestorben. Er erfüllt ihren letzten Wunsch und verstreut die Asche auf dem Grab ihres ersten Sohnes Ralph, der mit neun Jahren am Reye-Syndrom gestorben ist. Franks zweite Frau Sally arbeitet als internationale Trauerbegleiterin und weilt in Tschetschenien. Von seiner entfremdeten Tochter Clarissa erreicht ihn die Nachricht, dass sein zweiter Sohn Paul, inzwischen 47 Jahre alt, an Amyotropher Lateralsklerose (ALS) erkrankt ist, einer degenerativen Erkrankung des motorischen Nervensystems, die nach fortschreitendem Muskelschwund unheilbar zum Tod führt.
Frank hat sein Leben lang eine schwierige Beziehung zu seinem zweiten Sohn gehabt, der schon vor seiner Krankheit körperlich ungeschickt und in seiner Jugend wegen Verhaltensauffälligkeiten in psychiatrischer Behandlung gewesen ist. Paul, ein so leidenschaftlicher wie unbegabter Bauchredner, macht über alles Witze, bevorzugt der schlüpfrigen Art, und hat im Leben nie so recht seinen Platz gefunden, weder privat noch beruflich. Nachdem er lange Grußkartentexte geschrieben hat, arbeitet er inzwischen mit überraschendem Engagement im Personalwesen eines Sicherheitsdienstes.

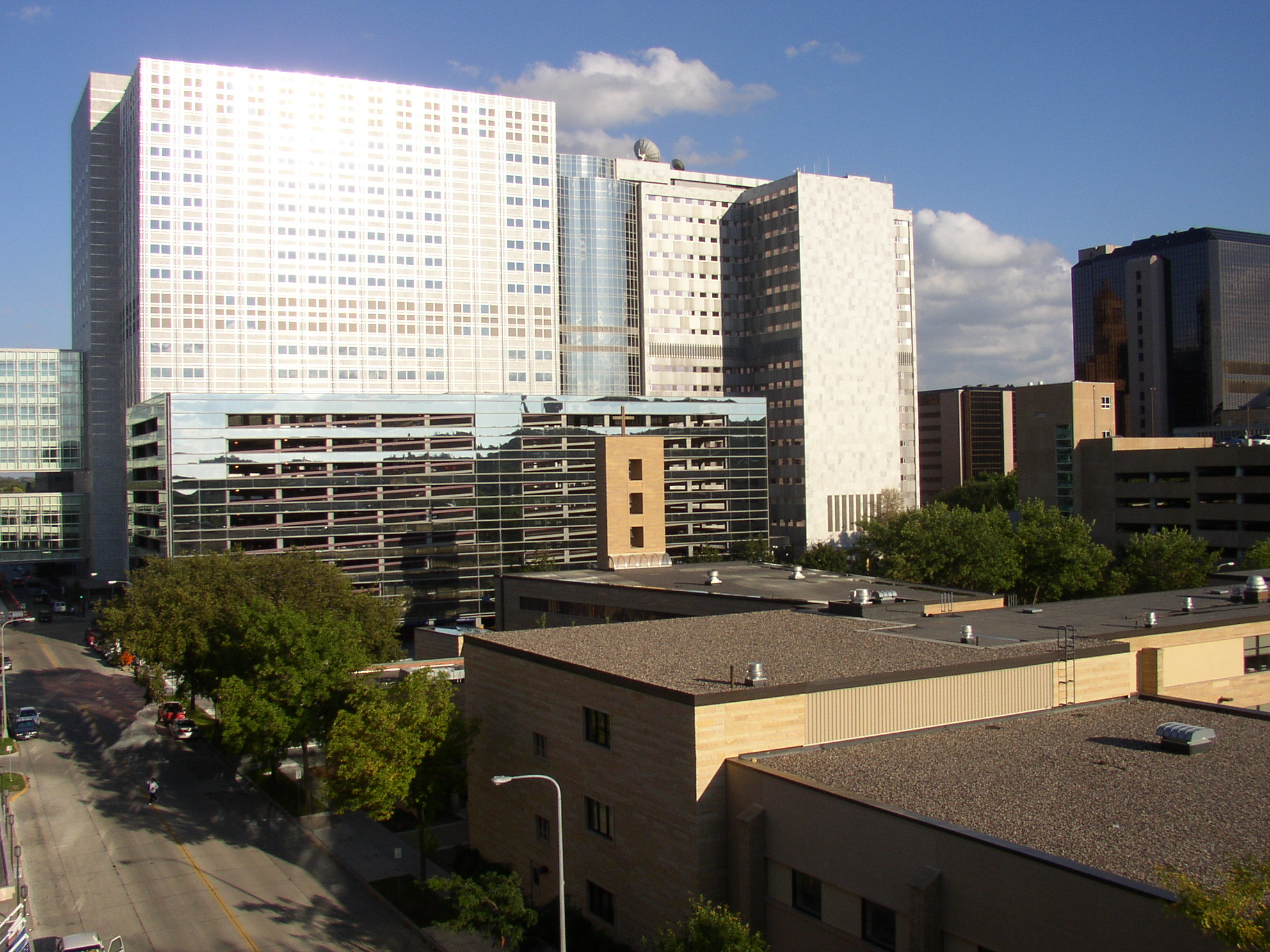
Mayo Clinic in Rochester, Minnesota

Um seinem Sohn näherzukommen und auch um ihn nicht der ungeliebten Tochter zu überlassen, nutzt Frank seine Kontakte zu Catherine Flaherty, einer Praktikantin aus seiner Zeit als Sportreporter, die inzwischen Gynäkologin geworden ist, und bringt seinen Sohn in einem experimentellen Behandlungsprogramm der Mayo-Klinik in Rochester, Minnesota, unter, in der einst sein Prostatakrebs entfernt worden ist. Er bleibt ebenfalls in der Stadt und erlebt eine eingebildete Liebesbeziehung mit Betty Tran, einer vietnamesischständigen Masseuse, deren Interesse an ihm rein geschäftlich ist.

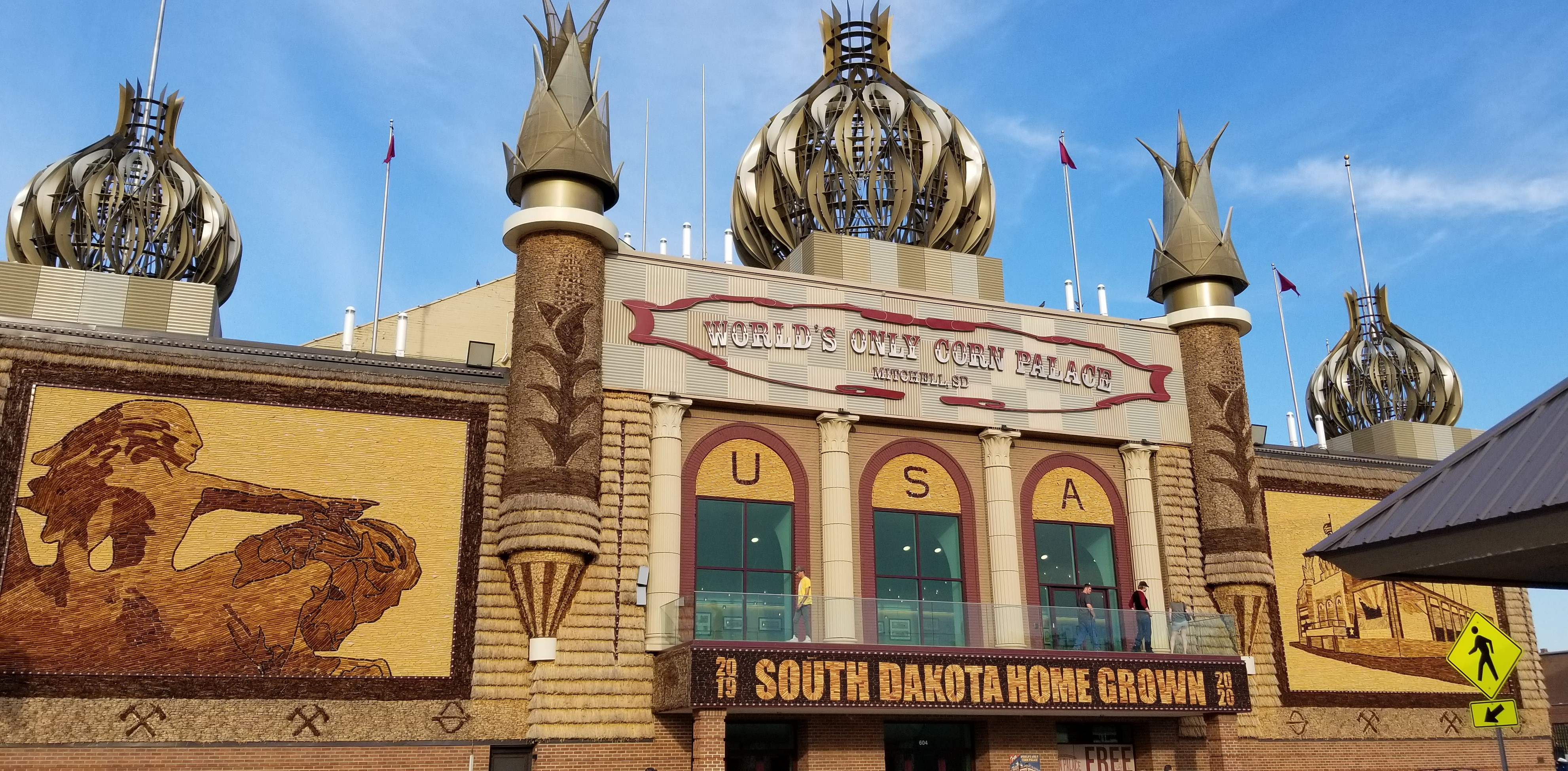
Corn Palace in Mitchell, South Dakota, 2020

Als Pauls Behandlung zum Ende kommt und sein Zustand sich nur weiter verschlechtert hat, mietet Frank ein altes Dodge-Ram-Wohnmobil mit dem ironischen Namen Warmer Wind. Trotz des Risikos, dass er sich in seinem Alter kaum um den gebrechlichen Sohn kümmern kann, brechen sie zu einer letzten gemeinsamen Reise zum Mount Rushmore nach South Dakota auf, womit Frank den Spuren eines Familienausflugs aus seiner eigenen Kindheit folgt. Auf der Fahrt durch den von Trump-Anhängern beherrschten Mittleren Westen besuchen sie ländliche Sehenswürdigkeiten wie den Maispalast in Mitchell oder das von indigenen Ureinwohnern betriebene Casino Fawning Buffalo bei Wall.
Am Valentinstag erreichen Frank und sein Sohn den Mount Rushmore. Obwohl die Zufahrt beschränkt ist und die Präsidentenköpfe aus der Ferne kleiner und unspektakulärer wirken als in Franks Erinnerung, nimmt der häufig sprunghafte und unausgeglichene Paul den Ausflug positiver auf als erwartet. Gerade die offenkundige Sinnlosigkeit ist nach seinem defätistischen Geschmack, und für Momente entsteht Nähe zwischen Vater und Sohn. Pauls Valentinskarte spricht von Liebe und der gerührte Frank schenkt seinem Sohn die Karte, die er eigentlich seinem Schwarm Betty zugedacht hat.
Paul Bascombe stirbt im September in Scottsdale, Arizona, wo er die letzten Monate von seiner Schwester gepflegt worden ist. Er stirbt nicht an ALS, sondern an einer Krankheit, von der Frank nie zuvor gehört hat und die Symptome von COVID-19 aufweist. Nach seinem Tod zieht Frank als Untermieter bei Catherine Flaherty in La Jolla, Kalifornien, ein. Sie hat einen anderen Verehrer, doch Frank stellt sich vor, dass sein Leben an ihrer Seite auch nicht weniger distanziert wäre, wenn er mit ihr eine Beziehung hätte. Als Frank aus einem Anfall von Amnesie erwacht, hört er eine Stimme, die ihn ruft. Es wäre Zeit für ihn, etwas Anderes und Neues zu sehen. Frank ist bereit.

## Hintergrund
Valentinstag ist der fünfte Teil von Richards Fords Reihe um den Immobilienmakler Frank Bascombe nach Der Sportreporter (The Sportswriter, 1986), Unabhängigkeitstag (Independence Day, 1995), Die Lage des Landes (The Lay of the Land, 2006) und Frank (Let Me Be Frank With You, 2014). Damit schloss er zu den vier Romanen und einer Novelle von John Updikes Rabbit-Reihe auf: Hasenherz (Rabbit, Run, 1960), Unter dem Astronautenmond (Rabbit Redux, 1971), Bessere Verhältnisse (Rabbit Is Rich, 1981), Rabbit in Ruhe (Rabbit at Rest, 1990) und Rabbit, eine Rückkehr (Rabbit Remembered, 2002). Obwohl Richard Ford sich selbst nicht auf derselben Stufe wie Updike sah, gab er doch zu, ohne dessen Vorbild wohl nie die Kühnheit besessen zu haben, zusammenhängende Bücher zu schreiben.

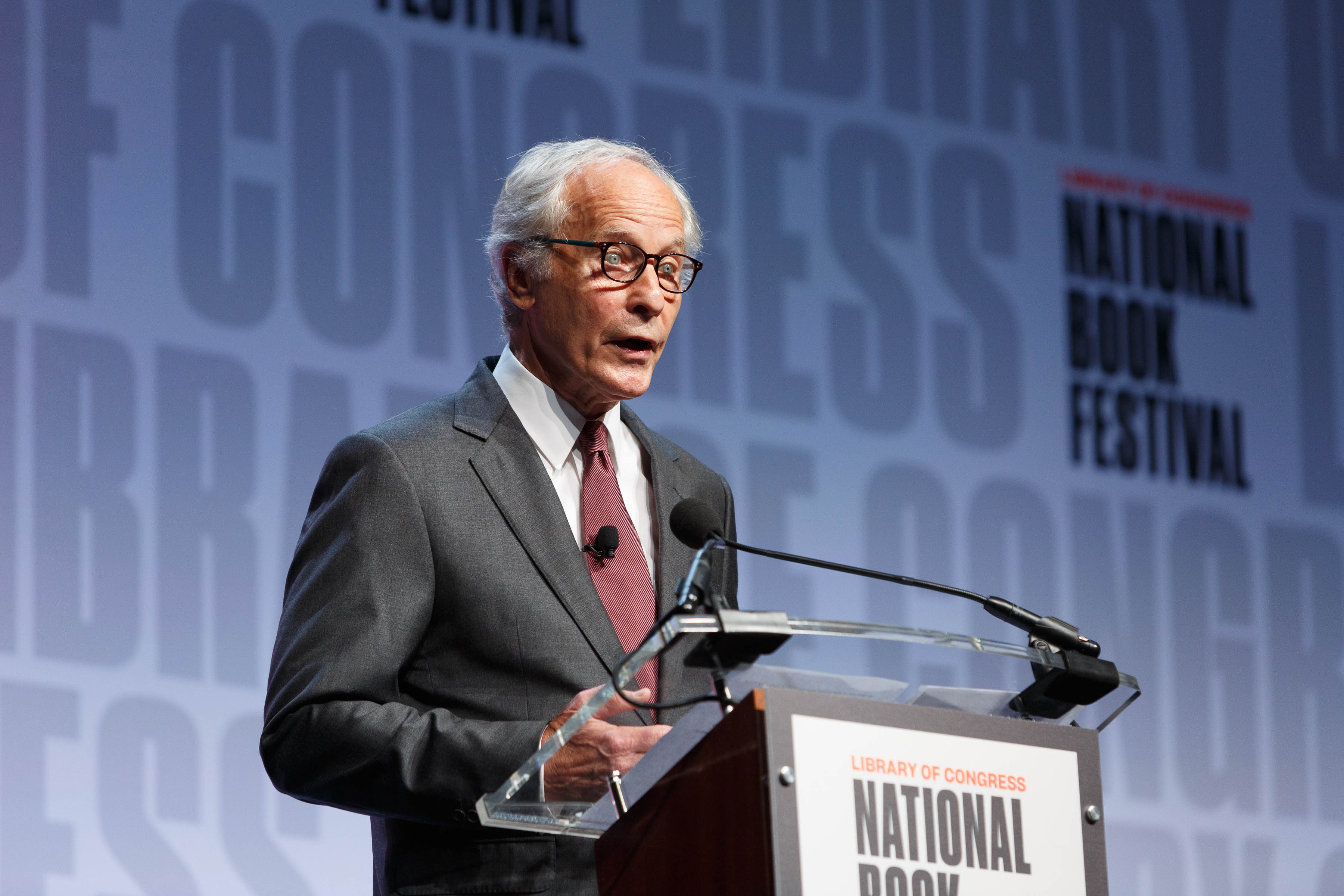
Richard Ford auf dem National Book Festival 2019

Ford plante das Buch als Abschluss der Reihe: „Es muss das letzte sein. Ich bin 76 und weiß nicht, woher ich die Energie für ein weiteres Projekt nehmen soll.“ Zwar habe er den Schreibprozess genossen, nicht aber die Überarbeitungs- und Lektoratsphase, insbesondere das „Sensibilitätslektorat“, dem sich ein Autor heutzutage unterziehen müsse. Ford schrieb den Roman während der – nach eigenen Angaben – „schlimmsten Phase“ der COVID-19-Pandemie, als ihn melancholische Gedanken umtrieben, sein Leben nicht gut genug genutzt zu haben. Er beendete das Manuskript Anfang 2023. Vielleicht schreibe er noch eine Short Story, aber davon abgesehen sei er am Ende seiner Arbeit als Schriftsteller angelangt.
Dass es nicht Frank Bascombe selbst ist, der im Roman stirbt, sondern sein Sohn Paul, bezeichnete Ford als „formale Entscheidung“. Als eher konventioneller Schriftsteller habe er sich keine Erzählperspektive vorstellen können, aus der heraus er den Roman sonst hätte schreiben können. Was er in dem Roman habe sagen wollen, habe eine gewisse physische Stärke seines Ich-Erzählers benötigt. Befragt zu Frank Bascombe antwortete er: „Aber ich wollte sowieso nicht, dass er stirbt! Ich wollte so viel wie möglich aus ihm herausholen. […] Er ist viel netter als ich. Ich kontrolliere nicht alles, was ich bin, aber ich kontrolliere alles, was er ist.“

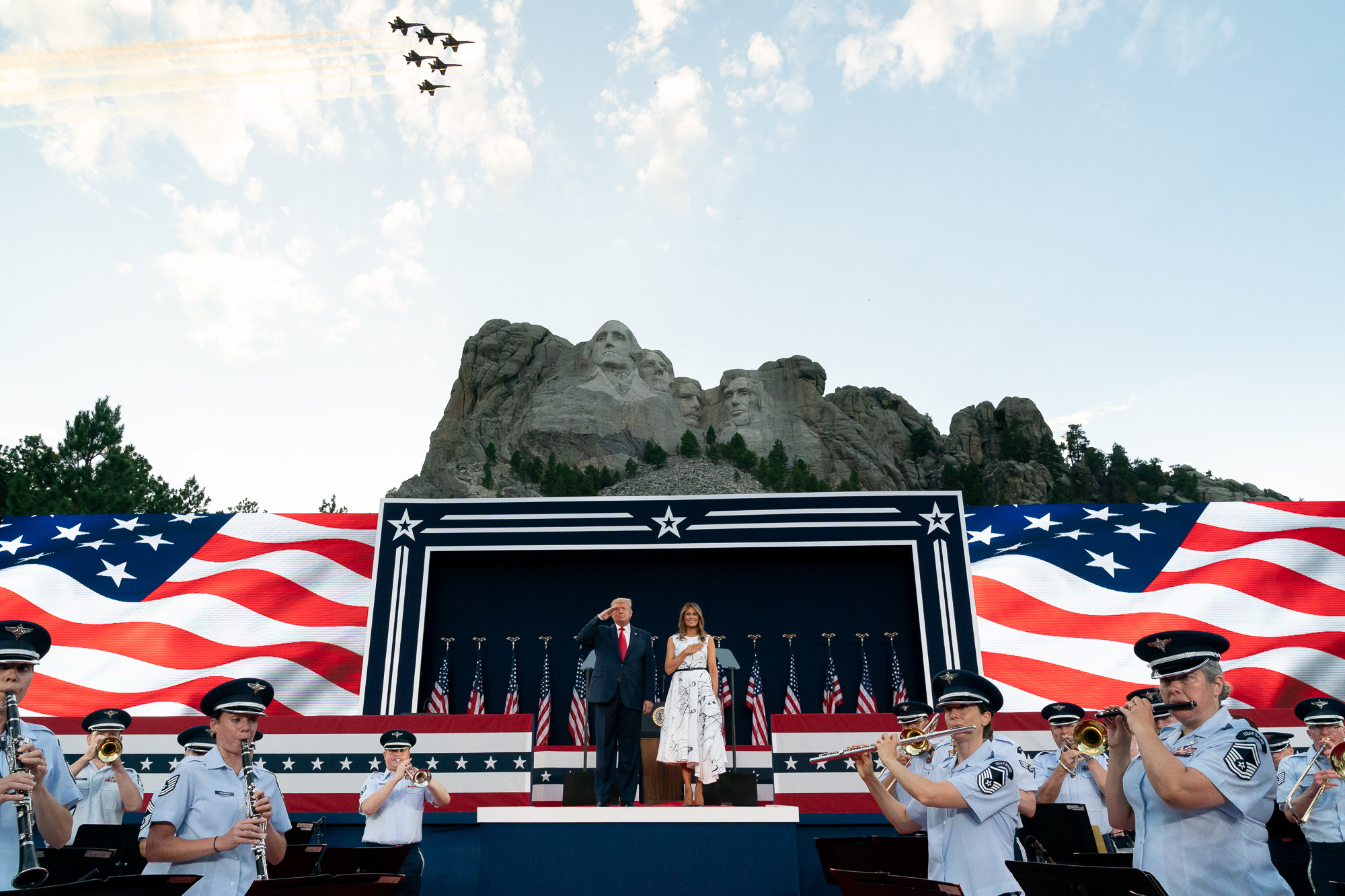
Donald und Melania Trump am 3. Juli 2020 vor dem Mount Rushmore National Memorial

Mit der Reise zum Mount Rushmore schlug Ford wie bereits in den vorigen Büchern der Reihe den symbolischen Bogen zur „Lage des Landes“ der Vereinigten Staaten. Er selbst habe das National Memorial dreimal besucht, das letzte Mal am 3. Juli 2020, als ein Auftritt Donald Trumps vor dem Monument seiner Vorgänger, der offenlegte, wie gerne er sich selbst dort verewigt sähe, Ford in der Wahl seines Schauplatzes bestätigte. Paul beschreibt das Monument im Roman als: „Es ist komplett sinnlos und lächerlich, und es ist super.“ Ford erklärte, dass er dies nicht als Statement über das Leben insgesamt verstanden wissen wolle, sondern dass eine solche Verbindung von Gegensätzen die Art von Drehmoment sei, die er stets versuche in seine Formulierungen einzubauen. Das Ende des Romans, die Stimme, die nach Bascombe ruft und dessen Bereitschaft zum Aufbruch, halte er für „das beste Ende […], das ich jemals geschrieben habe.“

## Ausgaben
- Richard Ford: Be Mine. Bloomsbury, London 2023, ISBN 978-1-5266-6176-0.
- Richard Ford: Valentinstag. Aus dem Englischen von Frank Heibert. Hanser Berlin, München 2023, ISBN 978-3-446-27732-8.
- Richard Ford: Valentinstag. Aus dem Englischen von Frank Heibert. Gelesen von Christian Brückner. Argon, Berlin 2023, ISBN 978-3-8398-2086-5.